# Clare, Iowa
Clare är en ort i Webster County i delstaten Iowa, USA.